# Buena Fé
Buena Fé – miasto w zachodnim Ekwadorze, w prowincji Los Ríos. Stolica kantonu Buena Fé.
Przez miejscowość przebiega droga krajowa E25.